# Oltmann Johann Dietrich Ahlers
Oltmann Johann Dietrich Ahlers  (* 24. Oktober 1848 in Elsfleth; † 1910 in Bremen) war ein deutscher Reedereidirektor der Deutschen Dampfschifffahrts-Gesellschaft „Hansa“.

## Biografie

### Familie, Ausbildung und Beruf
Ahlers war der Sohn von Heinrich Ahlers, Miteigentümer der Ahlers Werft in Elsfleth, der sieben Jahre nach seiner Geburt starb. Auch der Großvater und der gleichnamige Urgroßvater Oltmann Dietrich Ahlers besaßen die Ahlerswerft an der Weser. Der ungewöhnliche, friesische Vorname Oltmann war in der Familie seit dem 16. Jahrhundert Tradition und früher als Nachname gebräuchlich. Die Mutter Louise Johanna Becker kam aus einer Reederfamilie. Ahlers lernte seinen Beruf bei einem Schiffsagenten und war in jungen Jahren deshalb auch in New York. Als sein Großvater bei einem Unfall starb, kehrte Ahlers nach Elsfleth zurück, um für kurze Zeit die Werft zu leiten. 1877 heiratete er Anna Elise Schmedes und die beiden zogen nach Bremen um. Sie hatten sechs Kinder. Seine Söhne Heinrich und Herwig bauten in Antwerpen eine bedeutsame Schiffsagentur auf, die später für den Norddeutschen Lloyd arbeitete.

### Reedereidirektor

Hansaflagge

1881 wurde in Bremen mit seiner Mithilfe die Deutsche Dampfschiffahrtsgesellschaft „Hansa“ gegründet. Ahlers war von 1881 bis 1910 der erste Direktor der Reederei. Seine sehr guten Kontakte zu englischen Handelsleuten begünstigte die Entwicklung der jungen Reederei. Mit sieben Schiffen richtete er 1882 einen regelmäßigen Dienst nach Indien, ins Mittelmeer und in die Ostsee ein und erweiterte das Liniennetz stetig. DDG Hansa wurde zur drittgrößten Reederei in Deutschland. 1914 hatte die Reederei 68 Schiffe. 1911 erhielt das bis dahin größte Schiff der Reederei, die O.J.D. Ahlers von über 11.000 tdw, seinen Namen. 

Ein von Ahlers 1901 begründetes Magazin sollte „ein ernstes Blatt sein, frei von Socialismus und Byzantinismus ...“, wie er schrieb. Ihm folgte nach seinem Tod Hermann Helms als Direktor der DDG Hansa.

## Quelle, Einzelnachweise
1. ↑  Christian Leysen und Olivier Boehme: 100 years Ahlers in Antwerp. A family business in a world port. University Press Antwerp, Antwerpen 2009.

| Personendaten    | Personendaten                   |
| ---------------- | ------------------------------- |
| NAME             | Ahlers, Oltmann Johann Dietrich |
| KURZBESCHREIBUNG | deutscher Reederreidirektor     |
| GEBURTSDATUM     | 24. Oktober 1848                |
| GEBURTSORT       | Elsfleth                        |
| STERBEDATUM      | 1910                            |
| STERBEORT        | Bremen                          |